# Christian Howes

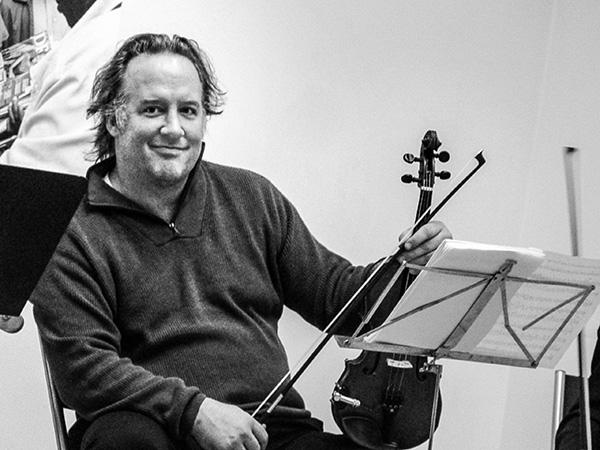
Christian Howes, 2018

Christian Llewellyn Howes (* 21. Februar 1972 in Rocky River, Ohio)  ist ein US-amerikanischer Jazz-Geiger und Arrangeur. Er spielt auch Kontrabass, Gitarre, Viola.

## Leben und Wirken
Howes wuchs in einer gutbürgerlichen Gegend in Columbus auf und galt als frühbegabt auf der Geige. Seine Entwicklung erhielt einen Rückschlag, als er zu einer hohen Gefängnisstrafe wegen Drogenvergehen verurteilt wurde, von der er vier Jahre absaß. Danach wechselte er von klassischer Musik zum Jazz, wobei er nach New York zog. Er hat einen Abschluss in Philosophie von der Ohio State University. Inzwischen wohnt er wieder in Columbus. Nachdem er als Associate Professor am Berklee College of Music tätig war, unterrichtet er heute von Columbus aus, unter anderem seit 2003 auf einem Creative Strings Workshop. Er gab auch Kurse an diversen Universitäten wie dem Oberlin College.
Howes spielte unter anderem mit Randy Brecker, Steve Turre, dem Gitarristen Joel Harrison, D. D. Jackson, Greg Osby, Dafnis Prieto, im Caribbean Jazz Project von Dave Samuels, in Soulgrass von Bill Evans, mit Spyro Gyra und dem Gitarristen Les Paul.
Howes nahm mehrere Alben, unter anderem für Resonance Records, auf: Heartfelt (2008), Out of the Blue (2010), Southern Exposure (2012, mit Richard Galliano) und American Spirit (2015). Mit dem European Acoustic Trio mit Federico Lechner und Pablo Martín Caminero veröffentlichte er zwei Alben. 2018 gründete er mit dem indisch-schweizeriischen Geiger Baiju Bhatt den Creative Strings Workshop. 
2011 gewann er den Kritiker-Poll von Down Beat in der Kategorie Rising Star für Violine und wurde Violinist des Jahres der Jazz Journalists Association.